# Veronika Mayerhofer
Pour les articles homonymes, voir Mayerhofer.
Veronika Mayerhofer, née le 10 juillet 1992 à Schwarzach im Pongau, est une fondeuse autrichienne. 

## Biographie
Membre du club SC Bad Gastein, elle court ses premières compétitions officielles en 2008. Au Festival olympique de la jeunesse européenne de Szczyrk en 2009, elle prend notamment la cinquième place sur le cinq kilomètres classique. Elle compte ensuite trois participations aux Championnats du monde junior entre 2010 et 2012, avec comme meilleur résultat une 26e place en 2010 à Hinterzarten.
Lors de la saison 2012-2013, elle monte sur son premier podium dans la Coupe OPA à Rogla, après avoir fait ses débuts dans la Coupe du monde sur le Tour de ski, puis participe aux Championnats du monde à Val di Fiemme, apparaissant seulement sur le relais (11e).
En janvier 2014, elle termine pour la première fois dans le top 30 en Coupe du monde avec une 26e place au dix kilomètres classique à Szklarska Poręba, précédant une participation aux Championnats du monde des moins de 23 ans, où elle arrive notamment treizième sur le skiathlon.
Juste après aux Jeux olympiques, à Sotchi, où elle court deux épreuves, terminant 44e du dix kilomètres classique et onzième du relais. 
Elle part ensuite étudier la psychologie à l'Université de l'Utah, et devient championne NCAA en 2015. Plus tard, elle devient entraîneuse mentale pour les sportifs.

## Palmarès

### Jeux olympiques
| Épreuve / Édition | Sprint | Sprint                           | 10 km                            | 10 km     | Skiathlon 2 × 7,5 km | 30 km | Relais | Relais   |
| Épreuve / Édition | libre  | classique                        | libre                            | classique | Skiathlon 2 × 7,5 km | 30 km | Sprint | 4 × 5 km |
| JO 2014 Sotchi    | -      | Épreuve inexistante à cette date | Épreuve inexistante à cette date | 44e       | —                    | —     | —      | 11e      |

Légende :
- : pas d'épreuve
- — : Non disputée par Mayerhofer

### Championnats du monde
| Épreuve / Édition           | Sprint                           | Sprint    | 10 km | 10 km                            | Skiathlon 2 × 7,5 km | 30 km | Relais | Relais   |
| Épreuve / Édition           | libre                            | classique | libre | classique                        | Skiathlon 2 × 7,5 km | 30 km | sprint | 4 x 5 km |
| Mondiaux 2013 Val di Fiemme | Épreuve inexistante à cette date | —         | -     | Épreuve inexistante à cette date | -                    | -     | —      | 11e      |

Légende :
- : pas d'épreuve
- — : non disputée par Mayerhofer

### Coupe du monde
- Meilleur classement général : 109e en 2014.
- Meilleur résultat individuel : 26e.

#### Classements en Coupe du monde
| Saison    | Classement général final | Classement distance |
| 2013-2014 | 109e                     | 81e                 |

### Coupe OPA
- 7e du classement général en 2013.
- 2 podiums.

### Championnats d'Autriche
- Championne sur le dix kilomètres classique en 2011.
- Championne sur la poursuite en 2012.